# Rudolf Vercammen
Pour les articles homonymes, voir Vercammen.
Rudolf (ou Rodolf) Vercammen, né le 14 septembre 1880 à Ledeberg et mort le 24 novembre 1966 à Gand, est un homme politique socialiste belge.

Il fut typographe et journaliste.

## Biographie
Rudolf Vercammen est élu conseiller communal (1921-1938), ensuite, échevin de l'État Civil (1922-1923) de Gand ; conseiller provincial de la province de Flandre-Orientale (1921-1923) ; sénateur de l'arrondissement de Gand-Eeklo (1929-1936 ; 1938-1939).

## Généalogie
- Il est fils de Joannes Vercammen en Theresia Janssens.
- Il épouse successivement Prudence Marie Poppe et après son décès Anna Maria De Cramer.

## Sources
- Bio sur ODIS